# 陳培堃
陳培堃（1963年—）是台灣知名的攝影記者和天文攝影專家。他在業餘台灣天文界以走遍全世界各大天文台和許多觀天區域（Dark-sky preserve）而聞名。台灣業餘天文界常以他的名字拼音縮寫「P.K.」稱呼他。他也常在各天文營隊中進行天文觀測與攝影指導；許多台灣兒童稱呼他「星星小飛俠」（Star Peter Pan）。

## 天文攝影
從1983年開始，他常在晴朗無光害的蘭嶼和台灣第一高峰玉山進行天文觀測與攝影。他是1985-86年哈雷彗星回歸時於1985年10月14日拍攝到哈雷彗星，是台灣第一位拍攝到哈雷彗星的人。
現為日本《天文指南月刊》（月刊天文ガイド）、美國《天空與望遠鏡雜誌》（Sky　&　Telescope）和中國《天文愛好者》、《博物雜誌》的專欄作家。

## 榮譽
- 1991年、1992年和1993年李國鼎通俗科學寫作獎。
- 2023年4月底帶領6位社區媽媽，登頂玉山主北峰。因社區媽媽自述領隊收取每人1萬5千元費用，未依玉山國家公園入園規定、且未為隊員投保相關保險，在臉書社團「靠北登山大小事」獲得被殊榮，並被譽為最專業的登山及天文專家。[4][5][6]
- 經玉山國家公園管理處調查，確認當時是紮營在距排雲山莊2.4公里處，與原核准的荖濃溪營地不符，依國家公園法開罰3000元罰鍰。另外，陳姓領隊當初在排雲山莊時，山莊人員就有告知時間太晚不要繼續前行，但陳仍「知法犯法」趁隙進入，相關行為影響登山安全，且未負起領隊應看顧隊員之責，處以最重停權3年，即陳收到裁罰處分書3年內，不予許可玉山、雪霸、太魯閣等3大高山型國家公園的入園登山申請，成為2023年2月起營建署公告玉山、雪霸、太魯閣3座高山型國家公園，若重大違規最重可停權3年並「連坐」處分的首起案例。[7]

追加殊榮：
2023年每人收費$15000，帶領6位走過郊山、未登任何一座台灣3000米的社區媽媽，另闢蹊蹺、計劃性運用緊急避難規避正常程序而登玉山主北峰。
期間未依玉山國家公園入園規定、未為隊員投保保險、巧立名目閃躲領隊規範、更獨自下山置隊員於後，種種事蹟不勝枚數，終至在臉書社團「靠北登山大小事」獲得最專業登山家的殊榮。

## 著作
陳培堃著作甚豐，有《星星戀曲》、《PK天文遊記》、《探索宇宙盡頭》、《和星星做朋友》、《星空下的彼得潘》、《玉山的星空》、《星星俱樂部》（一套十冊）、《A Constellation Album: Stars and Mythology of the Night Sky》等與天文觀測和攝影相關書籍。其餘文章和照片散見於《聯合報》、《幼獅少年》、《時報周刊》、《牛頓》、《小牛頓》、《大地地理雜誌》（已停刊）、《探索人文地理雜誌》和《皇冠雜誌》等報章雜誌上。

## 爭議
臺北市立天文科學教育館館長邱國光曾指控陳培堃在2009年該館承辦之David Marlin講座中，擅自搶奪麥克風並阻礙簽名會進行，因此被該館公告列為「天文館不受歡迎人物」。
據了解，那是一場演講和簽書會，台下很多聽眾都只是拿了臺北市立天文科學教育館免費送的圖卡去簽名。陳培堃好心建議優先給花錢買書者得到簽名，之後再簽圖卡，卻不被理會。在心疼 David Marlin 他老人家可能因簽圖卡而累壞了，所以主動主持簽書會，卻被主辦方惱羞成怒的製止。
陳培堃因被列為「天文館不受歡迎人物」，認為被邱國光誹謗，提起自訴，經臺灣士林地方法院刑事判決邱國光無罪。

2023年因預謀閃避玉管處入山規定，疑似靠其號稱大師之虛名招攬高價（但不等值）供餐（卻推說協作吃掉）免裝備（到場還是要背行李）…..等等荒誕行徑，而遭立委 #邱顯智 行文玉管處要求釐清是否觸法而登上媒體版面，推升其暗黑山岳領隊的能力直上巔峰。

## 外部連結
- P.K. Chen （页面存档备份，存于）
- 星空下的彼得潘（陳培堃的個人Blog）
- pkstarclub（陳培堃另一Blog）
- 陈培堃PK-CHEN的博客 （页面存档备份，存于）（陳培堃在新浪的Blog）